# SMS Wiesbaden
SMS Wiesbaden var en tysk lätt kryssare som tjänstgjorde under första världskriget. Wiesbaden sänktes under Skagerrakslaget 1916.